# Morti nel 2002/Marzo
| Questa pagina contiene informazioni ricavate automaticamente dalle voci biografiche con l'ausilio del template Bio e di un bot. L'aggiornamento è periodico e automatico e ricostruisce completamente la pagina. Se manca una persona in questa lista, sei pregato di non aggiungerla, ma accertati piuttosto che la sua voce biografica contenga il template Bio e che i dati anagrafici siano correttamente compilati. Se il template Bio manca, inseriscilo tu stesso o, in alternativa, metti l'avviso {{tmp\|Bio}} che ne segnala la mancanza. Se i dati riportati sono sbagliati, correggi direttamente la voce biografica; le modifiche saranno visibili in questa lista entro pochi giorni. Per chiarimenti vedi il progetto biografie. La lista contiene solo le 138 persone che sono citate nell'enciclopedia e per le quali è stato implementato correttamente il template Bio. Pagina aggiornata al 10 giu 2025. |

- 1º marzo - Cecil Farris Bryant, politico e avvocato statunitense (n. 1914)
- 1º marzo - Torquato Ciriaco, avvocato italiano (n. 1947)
- 2 marzo - Pasquale Giannattasio, velocista italiano (n. 1941)
- 2 marzo - Jason Mayélé, calciatore congolese (Repubblica Democratica del Congo) (n. 1976)
- 2 marzo - Thomas Owen, scrittore belga (n. 1910)
- 3 marzo - Charles H. MacDonald, militare e aviatore statunitense (n. 1914)
- 3 marzo - Paulo Pinto, cestista portoghese (n. 1974)
- 4 marzo - Eric Flynn, attore britannico (n. 1939)
- 4 marzo - Virgilio Tramontin, incisore e pittore italiano (n. 1908)
- 4 marzo - Velibor Vasović, calciatore e allenatore di calcio jugoslavo (n. 1939)
- 4 marzo - Camillo Zuffi, fumettista italiano (n. 1912)
- 5 marzo - Rinaldo Canna, politico italiano (n. 1926)
- 5 marzo - Yaakov Orland, poeta, drammaturgo e paroliere israeliano (n. 1914)
- 5 marzo - Kai Outa, sollevatore finlandese (n. 1930)
- 6 marzo - Ario Cantini, pittore e schermidore italiano (n. 1911)
- 6 marzo - Bryan Fogarty, hockeista su ghiaccio canadese (n. 1969)
- 6 marzo - Johnny Norlander, cestista statunitense (n. 1921)
- 7 marzo - Alberto Brigo, politico italiano (n. 1944)
- 7 marzo - Piero Campolonghi, baritono italiano (n. 1914)
- 7 marzo - Chuck Chapman, cestista canadese (n. 1911)
- 7 marzo - Daaf Drok, calciatore olandese (n. 1914)
- 7 marzo - Mati Klarwein, pittore tedesco (n. 1932)
- 7 marzo - Doris Allen, psicologa statunitense (n. 1901)
- 8 marzo - Justin Ahomadegbé-Tomêtin, politico beninese (n. 1917)
- 8 marzo - Al Bonniwell, cestista statunitense (n. 1911)
- 8 marzo - Dan Marțian, politico rumeno (n. 1935)
- 8 marzo - Henricus Cornelius De Wit, vescovo cattolico e missionario olandese (n. 1922)
- 8 marzo - Winnie Markus, attrice cecoslovacca (n. 1921)
- 8 marzo - Guido Nobel, sindacalista, politico e dirigente d'azienda svizzero (n. 1922)
- 8 marzo - Cassandra Rios, scrittrice brasiliana (n. 1932)
- 9 marzo - Mohamed Paziraie, lottatore iraniano (n. 1929)
- 9 marzo - Elisabeth Siegel, pedagogista tedesca (n. 1901)
- 9 marzo - Irene Worth, attrice statunitense (n. 1916)
- 9 marzo - Sverre Zachariassen, calciatore norvegese (n. 1919)
- 10 marzo - Irán Eory, attrice spagnola (n. 1937)
- 10 marzo - Gilmore Schjeldahl, imprenditore e inventore statunitense (n. 1912)
- 10 marzo - Shirley Scott, organista e compositrice statunitense (n. 1934)
- 11 marzo - Marion Gräfin Dönhoff, giornalista e saggista tedesca (n. 1909)
- 11 marzo - Rudolf Hell, inventore e ingegnere tedesco (n. 1901)
- 11 marzo - Franjo Kuharić, cardinale e arcivescovo cattolico croato (n. 1919)
- 11 marzo - Albert Ritserveldt, ciclista su strada belga (n. 1915)
- 11 marzo - Diego Rosmini, mafioso italiano (n. 1927)
- 11 marzo - James Tobin, economista statunitense (n. 1918)
- 11 marzo - Carmela Toso, ginnasta e nuotatrice italiana (n. 1912)
- 12 marzo - Louis-Marie Billé, cardinale e arcivescovo cattolico francese (n. 1938)
- 12 marzo - Spyros Kyprianou, politico cipriota (n. 1932)
- 12 marzo - Laura Redi, attrice italiana (n. 1920)
- 13 marzo - Ivano Blason, calciatore italiano (n. 1923)
- 13 marzo - Raffaele Ciriello, fotoreporter e blogger italiano (n. 1959)
- 13 marzo - Hans-Georg Gadamer, filosofo tedesco (n. 1900)
- 13 marzo - Italo Lana, filologo classico e latinista italiano (n. 1921)
- 13 marzo - Bayliss Levrett, pilota automobilistico statunitense (n. 1914)
- 13 marzo - Michaël Milon, karateka e maestro di karate francese (n. 1972)
- 14 marzo - Pietro Adorni, calciatore italiano (n. 1938)
- 15 marzo - Sergio Centi, cantante e attore italiano (n. 1924)
- 15 marzo - Johannes Cremerius, psichiatra e psicoanalista tedesco (n. 1918)
- 15 marzo - Óscar Pérez Cattáneo, cestista argentino (n. 1922)
- 15 marzo - Werner Unger, calciatore tedesco orientale (n. 1931)
- 16 marzo - Carmelo Bene, attore, regista e drammaturgo italiano (n. 1937)
- 16 marzo - Renato Cardazzo, gallerista italiano (n. 1918)
- 16 marzo - Isaías Duarte Cancino, arcivescovo cattolico colombiano (n. 1939)
- 16 marzo - Alfredo Gatti, calciatore italiano (n. 1911)
- 16 marzo - Mario Lucertini, informatico italiano (n. 1947)
- 17 marzo - Giovanni Battista Bronzini, antropologo italiano (n. 1925)
- 17 marzo - Charlie Joachim, cestista e allenatore di pallacanestro statunitense (n. 1920)
- 17 marzo - Rosetta LeNoire, attrice statunitense (n. 1911)
- 17 marzo - Vasil Mitkov, calciatore bulgaro (n. 1943)
- 17 marzo - Luise Rinser, scrittrice, attivista e politica tedesca (n. 1911)
- 17 marzo - Alain Van der Biest, politico belga (n. 1943)
- 17 marzo - Văn Tiến Dũng, generale, politico e scrittore vietnamita (n. 1917)
- 17 marzo - William Witney, regista e attore statunitense (n. 1915)
- 18 marzo - André Bernanose, fisico, chimico e farmacologo francese (n. 1912)
- 18 marzo - Don Betourne, cestista e allenatore di pallacanestro statunitense (n. 1915)
- 18 marzo - Rodolfo Falzoni, ciclista su strada italiano (n. 1925)
- 18 marzo - Maude Farris-Luse, supercentenaria statunitense (n. 1887)
- 18 marzo - Denis Forest, attore canadese (n. 1960)
- 18 marzo - Mario Gariazzo, regista italiano (n. 1930)
- 18 marzo - R. A. Lafferty, scrittore di fantascienza statunitense (n. 1914)
- 18 marzo - Johnny Lombardi, editore e imprenditore canadese (n. 1915)
- 18 marzo - Gösta Winbergh, tenore svedese (n. 1943)
- 19 marzo - Ayat Al-Akhras, terrorista palestinese
- 19 marzo - Marco Biagi, giurista e economista italiano (n. 1950)
- 19 marzo - Giuliana Nenni, politica, giornalista e traduttrice italiana (n. 1911)
- 20 marzo - Andra Akers, attrice statunitense (n. 1943)
- 20 marzo - Giulio Alfieri, ingegnere italiano (n. 1924)
- 20 marzo - Samuel Warren Carey, geologo australiano (n. 1911)
- 20 marzo - Aleksej Es'kov, calciatore sovietico (n. 1946)
- 20 marzo - Ibn al-Khattab, terrorista saudita (n. 1969)
- 21 marzo - James F. Blake, militare statunitense (n. 1912)
- 21 marzo - Thomas Flanagan, scrittore statunitense (n. 1923)
- 21 marzo - Herman Talmadge, politico statunitense (n. 1913)
- 22 marzo - Luigi Bima, politico italiano (n. 1915)
- 22 marzo - Jaroslav Cejp, calciatore cecoslovacco (n. 1924)
- 22 marzo - Paolo Chiarini, fumettista italiano (n. 1946)
- 22 marzo - Ettore Gelpi, pedagogista e educatore italiano (n. 1933)
- 22 marzo - Marcel Hansenne, mezzofondista francese (n. 1917)
- 22 marzo - Enzo Perlot, diplomatico italiano (n. 1933)
- 22 marzo - Antonio Sensi, politico italiano (n. 1903)
- 23 marzo - Nino Calebotta, cestista italiano (n. 1930)
- 23 marzo - Eileen Farrell, soprano statunitense (n. 1920)
- 23 marzo - Marcel Kint, ciclista su strada, pistard e dirigente sportivo belga (n. 1914)
- 23 marzo - Dino Milella, direttore d'orchestra e compositore italiano (n. 1907)
- 23 marzo - Neal Elgar Miller, psichiatra statunitense (n. 1909)
- 23 marzo - Piara Singh Gill, fisico indiano (n. 1911)
- 23 marzo - Richard Sylbert, scenografo statunitense (n. 1928)
- 24 marzo - Dorothy DeLay, violinista e docente statunitense (n. 1917)
- 24 marzo - Wilson Fonseca, direttore d'orchestra, compositore e scrittore brasiliano (n. 1912)
- 24 marzo - César Milstein, biochimico argentino (n. 1927)
- 24 marzo - Wayne Molis, cestista statunitense (n. 1943)
- 24 marzo - Valentino Ongaro, presbitero e compositore italiano (n. 1912)
- 25 marzo - Eddie Lim, cestista filippino (n. 1930)
- 25 marzo - Martino Rizzotti, biologo e saggista italiano (n. 1946)
- 26 marzo - Randy Castillo, batterista statunitense (n. 1950)
- 26 marzo - Miguel Godoy, cestista peruviano (n. 1907)
- 26 marzo - Reinhart Heinsdorff, scultore, designer e medaglista tedesco (n. 1923)
- 26 marzo - Gerard Hylkema, hockeista su prato e calciatore olandese (n. 1946)
- 26 marzo - Eugen Meier, calciatore svizzero (n. 1930)
- 26 marzo - Chaike Belchatowska Spiegel, partigiana polacca (n. 1920)
- 27 marzo - Milton Berle, comico, attore e showman statunitense (n. 1908)
- 27 marzo - Dudley Moore, attore, comico e pianista britannico (n. 1935)
- 27 marzo - Tadeusz Rut, martellista e discobolo polacco (n. 1931)
- 27 marzo - Sture Stork, velista svedese (n. 1930)
- 27 marzo - Lotte Ulbricht, tedesca (n. 1903)
- 27 marzo - Daniele Vimercati, giornalista e conduttore televisivo italiano (n. 1957)
- 27 marzo - Billy Wilder, regista, sceneggiatore e produttore cinematografico austriaco (n. 1906)
- 28 marzo - Nicola Del Principe, fumettista italiano (n. 1927)
- 28 marzo - Carolyn Keene, scrittrice statunitense (n. 1905)
- 28 marzo - Enrico Ragni, pittore italiano (n. 1910)
- 28 marzo - Albert Edward Whitford, astronomo statunitense (n. 1905)
- 29 marzo - Lorenzo Guerrini, scultore italiano (n. 1914)
- 29 marzo - Eberhard Mehl, schermidore tedesco (n. 1935)
- 30 marzo - Anand Bakshi, paroliere indiano (n. 1930)
- 30 marzo - Elizabeth Bowes-Lyon, regina inglese (n. 1900)
- 30 marzo - Marcello Melani, dirigente sportivo italiano (n. 1920)
- 30 marzo - Jean Pictet, docente svizzero (n. 1914)
- 30 marzo - Bjørn Spydevold, calciatore e allenatore di calcio norvegese (n. 1918)
- 31 marzo - Edgardo Madinabeytia, calciatore argentino (n. 1932)
- 31 marzo - Filippo Raffaelli, giornalista e scrittore italiano (n. 1921)